# Euonymus australianus
Euonymus australianus är en benvedsväxtart som beskrevs av F. Müll. Euonymus australianus ingår i släktet Euonymus och familjen Celastraceae. Inga underarter finns listade.